# Máti
Pour les articles ayant des titres homophones, voir Mati, Matti et Mattie.
Máti (grec moderne : Μάτι, signifiant « œil ») est un village côtier grec et une station balnéaire de la côte orientale de l'Attique, à une trentaine de kilomètres d'Athènes, et à treize kilomètres de l’Aéroport international d'Athènes Elefthérios-Venizélos, appartenant au dème de Marathon.

## Catastrophe
Le 23 juillet 2018, vers 18 heures, le village est ravagé par de violents incendies qui provoquent la mort de 87 personnes et environ 188 blessés.